# Eugen Bjørnstad
Eugen Bjørnstad, norveški dirkač, * 12. december 1909, Oslo, Norveška, † 13. avgust 1992, ZDA.
Bjørnstad je začel z dirkanjem po ledu, kjer je tudi razvil svoj dirkaški slog. Že takoj na začetku dirke je želel prevzeti vodstvo in ga zadržati za vsako ceno do cilja. Zaradi tega je bil večkrat obtožen prehitrega štarta in nepravilnega zapiranja. Na dirkah za Veliko nagrado je prvič nastopil v sezoni 1933 z dirkalnikom Alfa Romeo Monza, ko je na finski dirki Eläintarhanajot odstopil, toda že v svojem drugem nastopu, ponovno na dirki Eläintarhanajot v naslednji sezoni 1934, je dosegel svojo prvo zmago v karieri. V sezoni 1936 je ponovil uspeh na dirki Eläintarhanajot, zmagal pa je tudi na svoiji prvi dirki sezone 1937 za Veliko nagrado Valentina, zdaj v moštvu Balmacaan Team in z dirkalnikom ERA A, s katerim je dosegel še tretji mesti na dirkah Coppa Principessa di Piemonte v razredu Voiturette in Eläintarhanajot. Zadnjič je nastopil na dirki Vanderbilt Cup iste sezone v ZDA, na kateri je odstopil, končal kariero ter se preselil v ZDA. Umrl je poleti leta 1992.